# Jarosław Leitgeber
Jarosław Saturnin Leitgeber (ur. 18 listopada 1848 w Poznaniu, zm. 22 maja 1933 tamże) – polski księgarz i wydawca.
Brat Mieczysława Antoniego Leitgebera, stryj Witolda Stanisława Leitgebera.
W latach 1873–1906 prowadził w Poznaniu drukarnię. Od 1884 prowadził, zakupione od brata Mieczysława, księgarnię, skład nut i wypożyczalnię. Od 1873 wydawał „Kalendarz Poznański”. W latach 1910–1918 był prezesem Związku Księgarzy Polskich na Rzeszę Niemiecką.
Pisał i wydawał prace z zakresu księgarstwa, prowadził działalność kulturalną w prowadzonych przez siebie ośrodkach. Łącznie wydał ok. 300 publikacji. Utwory własnego autorstwa z przeznaczeniem dla młodzieży podpisywał pseudonimem Jan Płozymir. Od 1884 do 1897 wydawał czasopismo „Muzyka Kościelna”, a także liczne utwory religijne i śpiewniki, w dużej mierze autorstwa Józefa Surzyńskiego.
Zmarł 22 maja 1933 w Poznaniu.